# Ousmane Coulibaly (Fußballspieler, 1989)
Ousmane Coulibaly (* 9. Juli 1989 in Paris) ist ein malisch-französischer ehemaliger Fußballspieler der auf der Position des rechten Außenverteidigers agiert.

## Karriere
Ousmane Coulibaly begann seine Profikarriere 2008 bei EA Guingamp in der zweiten französischen Liga. 2009 wechselte er zum Ligakonkurrenten Stade Brest. Mit Brest erreichte er in der Saison 2009/2010 den zweiten Platz und somit den Aufstieg in die erste französische Liga, kam jedoch in dieser Saison nur zu zwei Pflichtspieleinsätzen. 2014 wechselte Coulibaly zum griechischen Erstligisten AO Platanias nach Kreta. 2016 wechselte er zu Panathinaikos Athen unter Vertrag wo er bis 2019 unter Vertrag stand. In der Saison 2016/2017 debütierte er in der UEFA Europa League.
Am 8. Januar 2022 erlitt Coulibaly im Ligaspiel seines katarischen Klubs al-Wakrah SC gegen al-Rayyan SC kurz vor Ende der ersten Hälfte eine Herzattacke und musste auf dem Platz notärztlich versorgt werden.

## Nationalmannschaft
Sein Debüt in der malischen Nationalmannschaft gab Coulibaly 2011 im Rahmen zur Qualifikation zum Afrika-Cup. Seitdem nahm er vier Mal (2012, 2013, 2015 und 2017) an der kontinentalen Meisterschaft Afrikas teil. 2012 und 2013 erreichte seine Mannschaft jeweils den dritten Platz, beide Male gegen Ghana. Bei beiden Partien absolvierte er die volle Einsatzzeit.